# キム・ユンジン
キム・ユンジン（朝: 김윤진、1973年11月7日 - ）は、アメリカ合衆国と韓国で活躍する女優。ソウル出身。アメリカでの代理人はウィリアム・モリス・エージェンシー。

## 概略
- 1973年に韓国のソウル特別市で生まれ、1980年に家族と共にアメリカのニューヨーク州スタテンアイランドに移住。後にアメリカの永住権を取得。
- 日本では韓国映画『シュリ』のヒロイン役、米ドラマ『LOST』のサン役として有名。
- 哀川翔が企画兼主演した2001年の日本映画『RUSH!』にヒロイン役で招かれ、哀川を相手に日韓ツンデレラブをコミカルに演じた。
- 不倫ゲームに興じる主婦役を演じた『密愛』のオーディションには全裸になって臨み、役を勝ち取った。
- 日韓ワールドカップ開催時、日韓国民交流年2002の韓国側親善大使を務める。日本側は藤原紀香。
- カネボウ化粧品　テスティモ2002年夏・秋のCMイメージキャラクターを藤原紀香と一緒に行った。
- 『LOST』のレギュラーに抜擢されるまでのハリウッド挑戦を綴った自叙伝『世の中があなたのドラマだ』を2007年6月28日韓国の出版社ヘネムから出版。大ベストセラーとなる。
- アメリカのエージェンシーと初めて契約した韓国人俳優である[1]。
- 2010年、07年から交際を始めた映画制作者の男性(36)と結婚。

## 出演

### ドラマ
- 2004年～2005年　LOST Lost シーズン1（米ABC）
- 2005年～2006年　LOST Lost シーズン2（米ABC）
- 2006年～2007年　LOST Lost シーズン3（米ABC）
- 2008年　LOST Lost シーズン4（米ABC）
- 2009年　LOST Lost シーズン5（米ABC）
- 2010年　LOST Lost シーズン6（米ABC）
- 2013年　溺れる女たち～ミストレス～　シーズン1 （米ABC）
- 2014年　溺れる女たち～ミストレス～　シーズン2 （米ABC）

### 映画
- 殺す話 （1997年）
- シュリ（1999年）
- 燃ゆる月（2000年）
- イエスタデイ　-沈黙の刻印-（2001年）
- RUSH!（2001年日本映画）
- アイアン・パーム（2002年）
- 密愛（2002年）
- 6月の日記（2005年）
- セブンデイズ（2007年）
- ハーモニー 心をつなぐ歌（2010年）
- 隣人～The Neighbors～（2012年）
- 国際市場で逢いましょう（2014年）
- 時間回廊の殺人（2017年）
- 告白、あるいは完璧な弁護（2022年）